# Ezdrás látomása
Az Ezdrás látomása (latinul: Visio Esdrae) ószövetségi apokrif irat.
Az írás – amely feltehetően egy keresztény átdolgozótól nyerte el végső formáját – műfaját tekintve látomásos apokalipszis, melyben Ezdrás próféta a túlvilágon végignézi a bűnösök szenvedését. Ezdrás látomása szorosan kapcsolódik más ószövetségi apokalipszisekhez, így az Ezdrás apokalipsziséhez és a Szedrákh apokalipsziséhez.